# Alma Cristina Rodríguez Vallejo
Alma Cristina Rodríguez Vallejo es una política mexicana, miembro del Partido Acción Nacional (PAN). Fue diputada federal de 2023 a 2024.

## Biografía
Es licenciada en Mercadotecnica por la Universidad La Salle Bajío y tiene una certificación en Marketing Estratégico por el Instituto Tecnológico y de Estudios Superiores de Monterrey (ITESM). Es hermana de Diego Sinhue Rodríguez Vallejo, gobernador de Guanajuato de 2018 a 2024.
En las elecciones de 2009 fue elegida regidora del ayuntamiento de León presidido por Ricardo Sheffield Padilla, y en donde fungió como presidenta de la comisión de Economía; secretario de la comisión de 
Educación y Desarrollo Social (Instituto de la Juventud y DIF); vocal de la comisión de Vivienda, Contraloría, Movilidad y Medio Ambiente; así como presidenta del Consejo de Turismo Médico e integrante de la coordinación de Líderes de Comerciantes de la Ciudad.
Al terminar dicho cargo, en 2012 pasó a la secretaría particular del gobernador de Guanajuato Miguel Márquez Márquez donde fue auditora de Control Interno, y luego fue jefa de Mercadotecnia y Factibilidad en el Centro de Innovación para la Exportación de la Coordinación de Fomento al Comercio Exterior de Guanajuato.
En 2015 al asumir la presidencia municipal de León Héctor López Santillana, la nombró directora general del Sistema DIF León, permaneciendo en el cargo los dos periodos consecutivos de López Santillana como alcalde, hasta 2021; y ese mismo año, la nueva presidenta municipal, Alejandra Gutiérrez Campos, la nombró secretaria para el Fortalecimiento Social de su gobierno. 
En el mismo 2021 había sido elegida diputada federal suplemente por el Distrito 6 de Guanajuato a la 
LXV Legislatura que concluiría en 2024 y siendo diputada propietaria Ana María Esquivel Arrona. Esquivel Arrona recibió licencia al cargo el 30 de agosto de 2023 debido a que había asumido la secretaría general del comité estatal del PAN, y en consecuencia, Rodríguez Vallejo tomó protesta como diputada el 31 de agosto. Fue secretaria de la comisión de Vigilancia de la Auditoría Superior de la Federación; e integrante de las comisiones de Juventud; y, de Presupuesto y Cuenta Pública.